# KFC Brasschaat

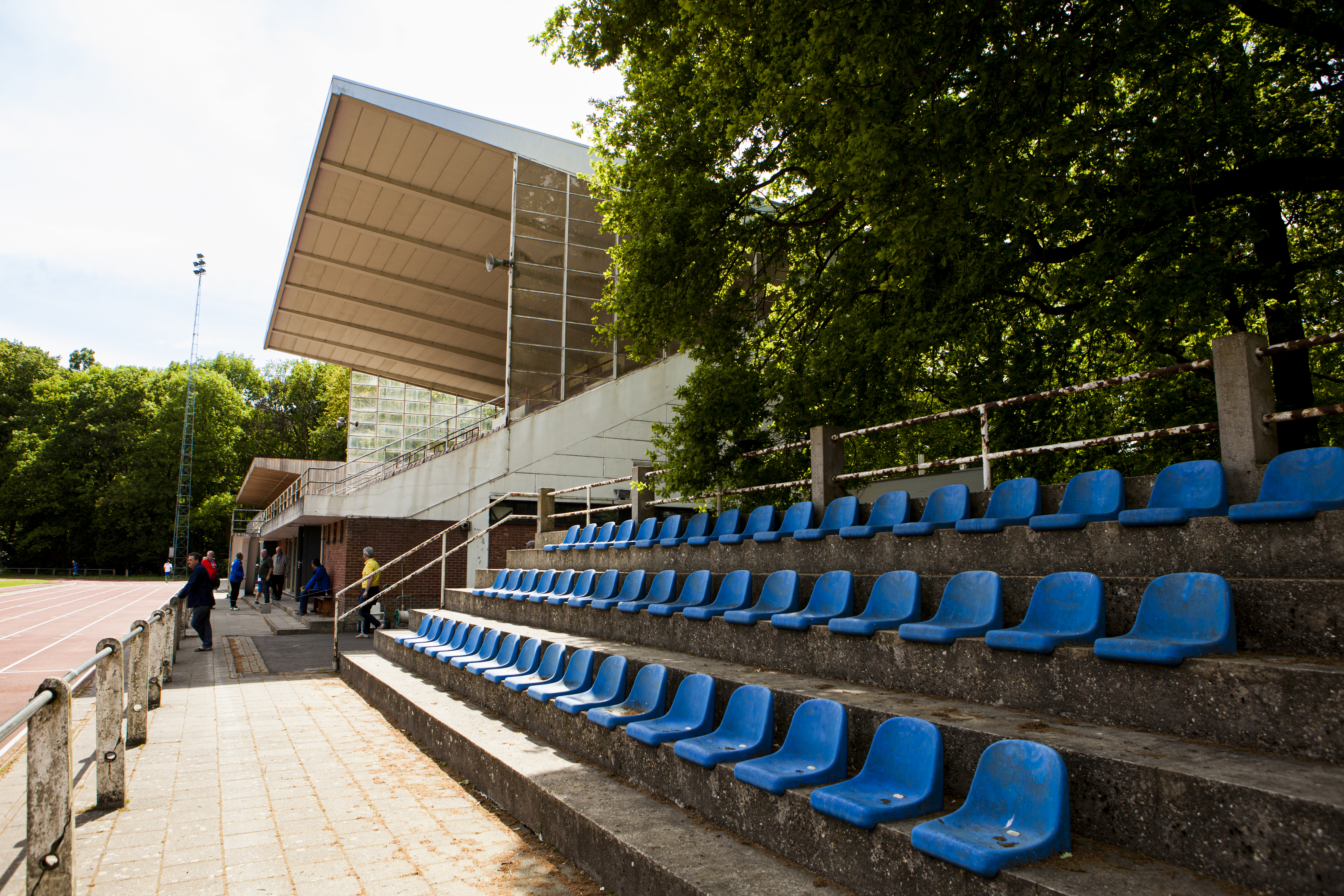
Stadion Louis De Winter in Brasschaat

KFC Brasschaat is een Belgische voetbalclub uit Brasschaat. De club is aangesloten bij de KBVB met stamnummer 228 en heeft geel en blauw als kleuren. De oude club speelde in haar bestaan ruim anderhalf decennium in de nationale reeksen.

## Geschiedenis
De club werd opgericht in 1911 in Sint-Mariaburg als Sint-Mariaburg Athletic Club. In 1913/14 nam deze club deel aan de derde editie van de Beker van België. De club bleef in de regionale reeksen spelen. Bij de invoering van stamnummers in 1926 kreeg Sint-Mariaburg AC stamnummer 228 toegekend. De club ging samen met Amical AC, dat voor de Eerste Wereldoorlog ook al aan enkele van de vroege edities van de Beker van België had deelgenomen, en de clubnaam werd gewijzigd in Athletic Club Amical Club Sint-Mariaburg (afgekort AC AC Sint-Mariaburg). In 1937 werd de club koninklijk en werd de naam Koninklijke AC AC Sint-Mariaburg. Tijdens de Tweede Wereldoorlog veranderde men een paar keer van naam. In 1941 werd het K. Athletic Klub Verbroedering Sint-Mariaburg en in 1945 K. Amical Club en Verbroedering Brasschaat (afgekort K. ACV Brasschaat).
In 1957 bereikte de club voor het eerst de nationale reeksen. KACV Brasschaat werd er zijn eerste seizoen in Vierde Klasse al meteen derde in zijn reeks. Ook de volgende seizoenen bleef Brasschaat er een van de toppers en eindigde in 1963 en 1964 zelfs op een tweede plaats. In 1965 slaagde Brasschaat er uiteindelijk in zijn reeks te winnen en zo stootte de club voor het eerst door naar Derde Klasse.
De club kon zich een paar jaar handhaven in de middenmoot in Derde Klasse, maar eind jaren 60 kreeg men het moeilijk. Uiteindelijk strandde KACV Brasschaat in 1970 afgetekend op de allerlaatste plaats. Brasschaat had geen enkele competitiewedstrijd gewonnen en maar vier punten gehaald na evenveel gelijke spelen. Na vijf seizoenen in Derde Klasse degradeerde de club weer naar Vierde Klasse. Daar zette het verval zich meteen voort. Brasschaat werd in Vierde Klasse op twee na laatste en zakte zo in 1971 meteen verder naar Eerste Provinciale na 14 seizoenen nationaal voetbal.
In 1975 keerde KACV Brasschaat even terug in Vierde Klasse. De club had het er moeilijk, maar wist zich een paar seizoenen te handhaven. In 1977 werd de clubnaam gewijzigd in Koninklijke Football Club Brasschaat. Het derde seizoen strandde KFC Brasschaat op de laatste plaats in zijn reeks en degradeerde opnieuw naar Eerste Provinciale. Brasschaat zou de volgende jaren niet meer terugkomen op het nationale niveau en zelfs verder wegzakken naar de lagere provinciale reeksen.
Na een aantal jaren heen en weer dansen tussen Tweede en Derde provinciale is de club sedert 2010 weer aan een opmars bezig. Na terugkeer in Tweede provinciale in 2013, werd in 2015 maar op een haar na de promotie naar Eerste provinciale gemist.
Na het hele seizoen 2015/2016 gedomineerd te hebben, dreigde KFC Brasschaat het kampioenschap in extremis nog uit handen te geven. Uiteindelijk werd KFC Brasschaat na een zege (5-4 vs Lint) op de laatste speeldag kampioen in Tweede Provinciale, het eerste kampioenschap in 25 jaar.